# 斎藤高利
斎藤 高利（さいとう たかとし）は、戦国時代の武将。大内氏、毛利氏の家臣。通称は次郎。後に加賀守の受領名を名乗った。

## 生涯

### 安芸国への出陣
出自や生年は不明だが、大内義興に仕える。
大永3年（1523年）4月11日、武田光和らに支援された友田興藤が安芸国佐西郡の桜尾城を奪取し、厳島神主を自称して大内義興に叛旗を翻した上に己斐城、石道本城も攻略した。さらに、同年6月には出雲国の尼子経久が安芸国に侵入し、平賀氏、毛利氏、吉川氏ら安芸国の諸勢力を従えて大内氏の東西条領の主要拠点である鏡山城を陥落させた。
このような動きによって安芸国における大内氏の勢力は大きく後退したため、大内義興は陶興房や弘中興武らを安芸国に派遣し、同年8月1日に弘中武長を指揮官とする大内水軍が周防国大島郡遠崎を出津した。この時、高利は弘中武長を補佐する10人の一所衆の内の1人として従軍している。なお、この時の弘中武長の一所衆は、高利の他に沓屋勝範、沓屋通種、小野山富縄、吉井蔵人が確認できる。同年8月18日に弘中武長が率いる大内水軍が厳島に押し寄せ、友田方の守備兵を退却させて同島を占領した。
同年11月1日、弘中武長が率いる大内水軍は、厳島から出撃して桜尾城後方の友田方拠点であった五日市を襲撃し、高利は放火を行った。しかし、友田方の反撃により高利の中間1人が左足に矢傷を受けている。さらに船着場において野間刑部大輔、能美弾正忠、野村民部丞、そのほか主だった者が20人余り討死して、大内方は退却した。

### 桜尾城の戦い
大永4年（1524年）5月12日、大内氏は安芸国佐西郡の大野城において友田興藤と武田光和の連合軍を破る。この勝利に勢いを得た大内氏では、大内義興・義隆父子が大軍を率いて安芸国に出陣。陶興房は大将として岩戸山に陣をおき、さらに弘中武長指揮下の大内水軍が海上を封鎖して桜尾城を完全に包囲した。
高利も弘中武長の指揮下で桜尾城攻めに加わっており、7月3日には左足の腨（ふくらはぎ）に矢傷を負っている。
同年7月下旬から大内軍の攻撃が本格化し、7月24日には陶興房の部隊が「桜尾ノ二重」まで攻め込み、大内方は攻城兵器の車櫓まで投入したが、城側の守備は堅固で攻め落とすまでは至らなかった。高利は8月23日の桜尾城攻撃において右肩に矢傷を負っている。
桜尾城を攻めあぐねて潮時と判断した大内軍は吉見頼興を降伏勧告の使者として城中に送り、10月10日に友田興藤との講和が成立したが、弘中武長の指揮下の水軍が帰国した9月14日には友田興藤との和議に目途がついていたと考えられる。
高利と共に弘中武長の一所衆として出陣していた沓屋勝範は、大永5年（1525年）3月23日に弘中武長に宛てて大永3年（1523年）8月1日の出津から大永4年（1524年）9月14日に帰国するまでの軍忠状を提出しているが、大永7年（1527年）2月10日には高利も大永3年（1523年）8月1日の出津以降の負傷について記した軍忠状を弘中武長に送っている。

### 大内氏滅亡後
毛利氏による防長経略によって大内氏が滅亡した後は毛利氏に仕えており、弘治3年（1557年）10月9日に毛利隆元から長門国美祢郡の赤郷内の15石と嘉万別府内の7石とで合計22石の知行地を安堵された。
その後の高利の動向や没年は不明であるが、天正期には高利の子とみられる斎藤左衛門尉が活動している。